# Кузовский сельсовет (Липецкая область)
Кузовский сельсовет — сельское поселение в Грязинском районе Липецкой области Российской Федерации.
Административный центр — село Синявка.

## История
Статус и границы сельского поселения установлены Законом Липецкой области от 23 сентября 2004 года № 126-ОЗ «Об установлении границ муниципальных образований Липецкой области»

## Население
| 2010  | 2012  | 2013  | 2014  | 2015  | 2016  | 2017  |
| ----- | ----- | ----- | ----- | ----- | ----- | ----- |
| 1701  | ↗1711 | ↗1722 | →1722 | ↗1750 | ↘1730 | ↗1752 |
| 2018  | 2021  |       |       |       |       |       |
| ↘1751 | ↗1795 |       |       |       |       |       |

## Состав сельского поселения
| № | Населённый пункт | Тип населённого пункта       | Население |
| - | ---------------- | ---------------------------- | --------- |
| 1 | Александровка    | деревня                      | ↘21       |
| 2 | Зейделевка       | деревня                      | ↘47       |
| 3 | Красногорка      | деревня                      | ↗261      |
| 4 | Красные Выселки  | деревня                      | ↗129      |
| 5 | Кузовка          | село                         | ↗271      |
| 6 | Светлая Поляна   | посёлок                      | ↗249      |
| 7 | Синявка          | село, административный центр | ↘820      |